# فوتشية
الفوتشية (الاسم العلمي: Vochysiaceae) هي فصيلة من النباتات تتبع رتبة الآسيات من طائفة الوردانية.

## الأجناس
- الفوتشي